# Sandy River (Oregon)
La rivière Sandy (Sandy River en anglais; littéralement « Rivière sableuse ») est un affluent du fleuve Columbia. La rivière est longue d'environ 90 km et s'écoule dans l'état américain de l'Oregon.

## Géographie
Elle nait dans la Chaîne des Cascades à l'est du Comté de Clackamas. Ses eaux proviennent du glacier Reid sur les flancs du Mont Hood. Son cours est rejoint par les eaux des rivières Zigzag et Salmon.
La rivière est une des rivières navigables de l'État de l'Oregon.

## Destruction des barrages hydroélectriques

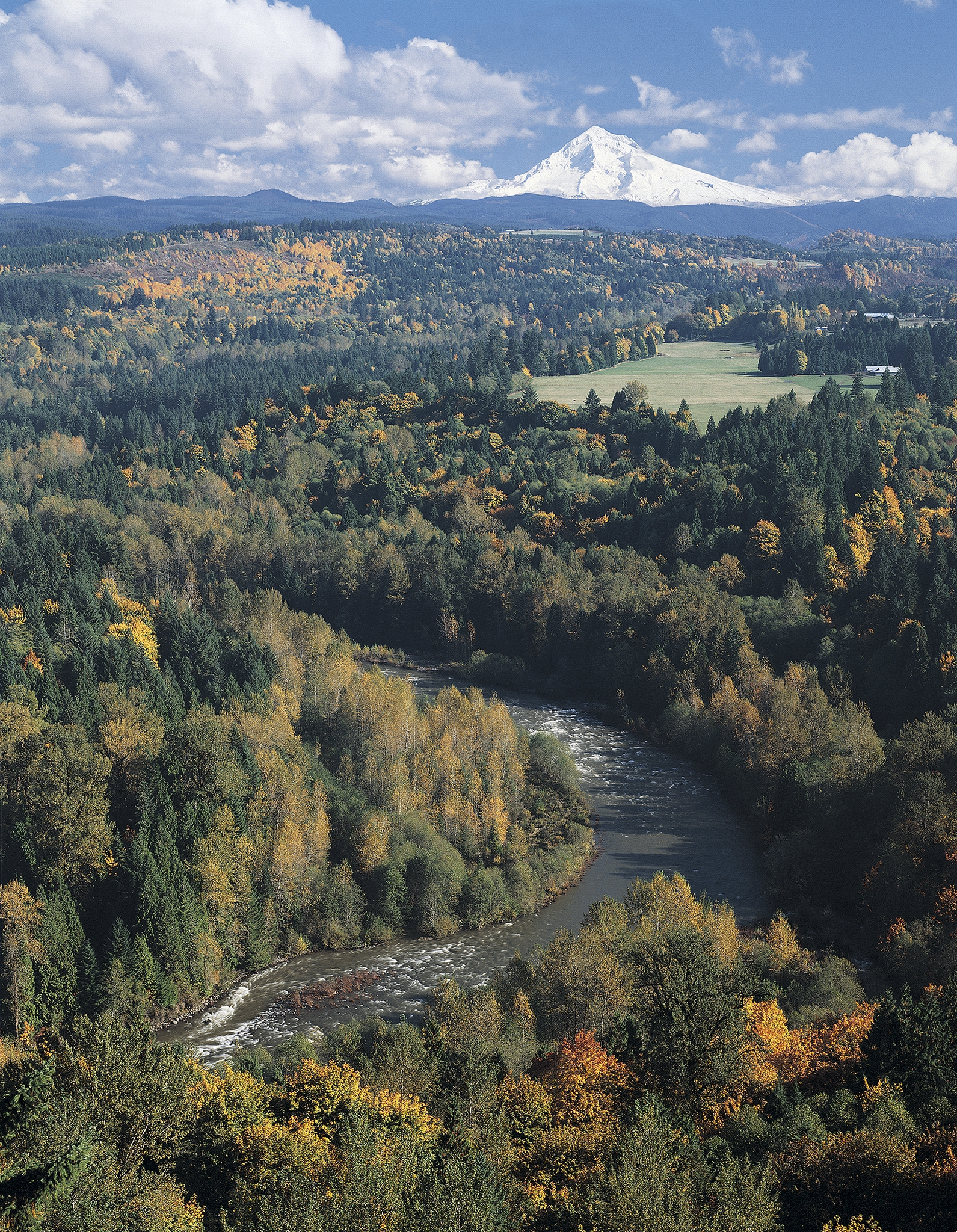
Mont Hood et rivière Sandy vue de Jonsrud Viewpoint.

La rivière comporte des barrages qui régulent son cours et qui produisent de l'électricité. Le 24 juillet 2007, le barrage Marmot a été détruit à l'explosif. Le barrage Little Sandy fut ensuite détruit en éliminant le lac artificiel Roslyn Lake. Cela va permettre la réapparition de la Truite arc-en-ciel et du saumon.

## Note historique

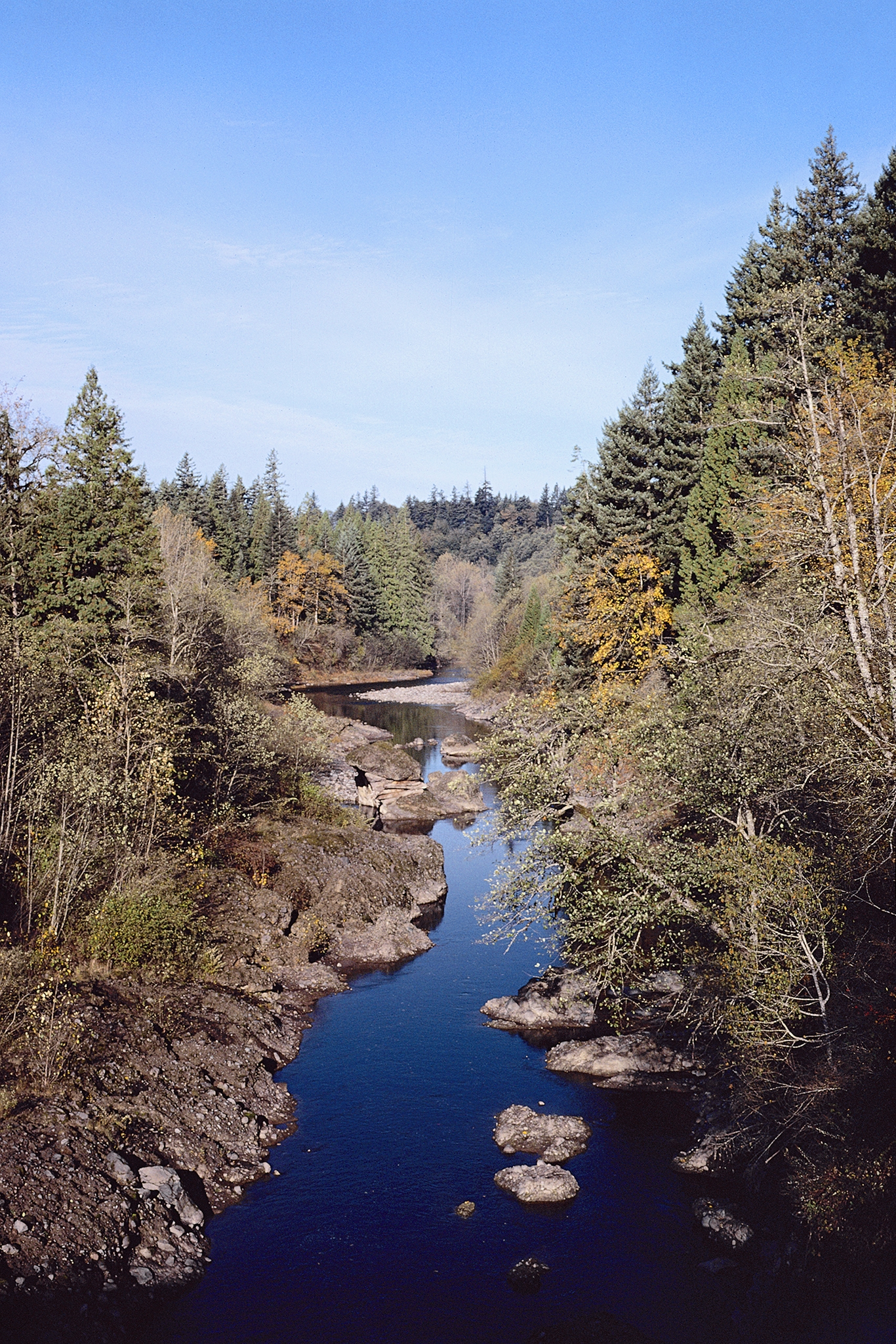
Arbres et buissons près de l'eau calme de la rivière Sandy.

L'expédition Lewis et Clark décrivit énormément la rivière Sandy. Le proche Mont Hood entra en éruption quelques années plus tôt en amenant énormément de sédiments. Aujourd'hui encore, certains endroits possèdent une grosse couche de sable ce qui explique le nom de la rivière.